# Ђардини (Козенца)
Ђардини је насеље у Италији у округу Козенца, региону Калабрија.
Према процени из 2011. у насељу је живело 45 становника. Насеље се налази на надморској висини од 314 м.